# ル・プランタン賞
ル・プランタン賞（ル・プランタンしょう）は、佐賀県競馬組合が佐賀競馬場ダート1800mで施行する地方競馬の重賞競走である。正式名称は「サガテレビ杯 ル・プランタン賞」、サガテレビが優勝杯を提供している。
「ル・プランタン」（Le printemps）はフランス語で「春」という意味。

## 概要
1987年から行われてきたニューイヤーカップに替わる形で2002年度（2003年）の3月に新設されたサラブレッド系3歳の九州地区（佐賀・荒尾）所属馬限定の重賞（KG3）競走で、創設当初は牡馬・騸馬の出走が可能であった。2003年度（第2回）以降は施行時期を4月に変更し、かつ出走条件をサラブレッド系3歳牝馬の九州所属馬限定に変更された。2007年からは九州重賞格付け表記がKJ3に変更される。2010年からは地方競馬全国交流競走となり九州地区以外の地方所属馬に門戸が開かれた上でGRANDAME-JAPAN・3歳シーズンに指定され、更にKJ3からKJ1に格上げとなった。本競走は川崎競馬場で行われる関東オークスの指定競走である。なお開催年度の関係から第1回と第2回の間の実施間隔は20日程しか離れていなかった。
1月に行われている花吹雪賞とは距離・条件が全く同じ（交流範囲は異なる）で、ル・プランタン賞と花吹雪賞の両方のレースを制したのは、ナンブラッキーワンを始め6頭存在する（2023年時点）。
本競走は2010年からスタリオンシリーズ競走に指定されており、2010年 - 2011年は「ロドリゴデトリアーノ賞」、2012年は「スクワートルスクワート賞」、2013年は「キャプテンスティーヴ賞」、2014年 - 2017年は「ストラヴィンスキー賞」、2018年 - 2021年は「ケイムホーム賞」、2022年 - 2024年は「ネロ賞」、2025年は「レッドベルジュール賞」として種牡馬の配合権利が優勝馬馬主への副賞となっている。

### 条件・賞金（2025年）
出走条件
サラブレッド系3歳牝馬、地方全国交流。
負担重量
54kg。
賞金額
1着700万円、2着245万円、3着140万円、4着105万円、5着70万円、着外14万円。
副賞
サガテレビ社長賞、全国公営競馬主催者協議会会長賞、日本軽種馬協会会長賞、佐賀県馬主会会長賞、佐賀県競馬組合管理者賞。

## 歴史
- 2003年 - 佐賀競馬場のダート1800mサラブレッド系3歳の九州所属馬限定の重賞（KG3）競走「STS杯 ル・プランタン賞」として創設。但し、創設当初は3月に施行され、第2回以降の施行時期を3月から4月に、出走条件を「サラブレッド系3歳牝馬の九州所属馬」にそれぞれ変更。
- 2007年 - 九州重賞格付け表記をKJ3に変更。
- 2009年 - 佐賀の倉富隆一郎が騎手として史上初の連覇。
- 2010年
  - この年から地方競馬全国交流競走として施行され、出走条件を「サラブレッド系3歳牝馬の地方所属馬」に変更。
  - GRANDAME-JAPAN・3歳シーズンに指定。
  - KJ1に格上げ。
  - スタリオンシリーズ競走に指定。
- 2012年 - 格付け表記が無くなる。
- 2013年 - 佐賀重賞の新たな格付け（S1）が付けられる。
- 2018年 - 格付け表記が無くなる。

### 歴代優勝馬
| 回数   | 施行日        | 優勝馬             | 性齢 | 所属 | タイム | 優勝騎手   | 管理調教師 | 馬主             |
| ------ | ------------- | ------------------ | ---- | ---- | ------ | ---------- | ---------- | ---------------- |
| 第1回  | 2003年3月23日 | オペラキッス       | 牡3  | 佐賀 | 1:59.6 | 北村欣也   | 山田勇     | 石橋佐紀子       |
| 第2回  | 2003年4月13日 | ザペキンハート     | 牝3  | 佐賀 | 1:59.9 | 吉田順治   | 西岡龍三   | 日浦桂子         |
| 第3回  | 2004年4月11日 | プリンセスラン     | 牝3  | 佐賀 | 2:01.7 | 下條知之   | 真島元徳   | 原久美子         |
| 第4回  | 2005年4月17日 | ナムラローレライ   | 牝3  | 佐賀 | 2:01.3 | 原口義史   | 東美義     | 瀨戸竜男         |
| 第5回  | 2006年4月23日 | ブライダルサンデー | 牝3  | 佐賀 | 2:01.5 | 安東章     | 武藤敏明   | 眞崎勝子         |
| 第6回  | 2007年4月15日 | ナンブラッキーワン | 牝3  | 佐賀 | 1:57.9 | 吉田順治   | 河津徳幸   | 南部明則         |
| 第7回  | 2008年4月13日 | オペラウィン       | 牝3  | 佐賀 | 2:00.6 | 倉富隆一郎 | 武藤敏明   | 中村勘五         |
| 第8回  | 2009年4月5日  | ギオンゴールド     | 牝3  | 佐賀 | 1:59.2 | 倉富隆一郎 | 九日俊光   | 原田政幸         |
| 第9回  | 2010年4月25日 | エレーヌ           | 牝3  | 笠松 | 1:58.1 | 筒井勇介   | 山中輝久   | （有）ホースケア |
| 第10回 | 2011年4月18日 | マンボビーン       | 牝3  | 兵庫 | 1:57.7 | 松浦政宏   | 野田学     | 小山豐           |
| 第11回 | 2012年4月13日 | メイレディ         | 牝3  | 兵庫 | 2:01.5 | 木村健     | 保利良次   | 戸部弘           |
| 第12回 | 2013年4月19日 | エイシンルンディー | 牝3  | 笠松 | 2:00.8 | 尾島徹     | 伊藤強一   | 清水晴之         |
| 第13回 | 2014年4月20日 | クロスオーバー     | 牝3  | 高知 | 2:01.5 | 別府真衣   | 別府真司   | 酒井孝敏         |
| 第14回 | 2015年4月12日 | ユズチャン         | 牝3  | 佐賀 | 2:00.0 | 山口勲     | 東眞市     | 津田浩一         |
| 第15回 | 2016年4月10日 | ドンプリムローズ   | 牝3  | 佐賀 | 1:58.5 | 真島正徳   | 真島元徳   | 光安了           |
| 第16回 | 2017年4月9日  | スターレーン       | 牝3  | 兵庫 | 1:57.7 | 岡部誠     | 松浦聡志   | 須田靖之         |
| 第17回 | 2018年4月8日  | マイメン           | 牝3  | 佐賀 | 2:01.1 | 山口勲     | 東眞市     | 原大栄           |
| 第18回 | 2019年4月7日  | スーパージンガ     | 牝3  | 佐賀 | 1:58.3 | 真島正徳   | 渡辺博文   | 原大栄           |
| 第19回 | 2020年4月5日  | ミスカゴシマ       | 牝3  | 佐賀 | 1:56.8 | 石川慎将   | 平山宏秀   | 上村裕希         |
| 第20回 | 2021年4月4日  | トゥルスウィー     | 牝3  | 佐賀 | 1:58.2 | 山口勲     | 北村欣也   | （株）本城       |
| 第21回 | 2022年4月10日 | ケウ               | 牝3  | 川崎 | 2:00.5 | 岡村健司   | 林隆之     | 佐久間拓士       |
| 第22回 | 2023年4月9日  | マルグリッド       | 牝3  | 兵庫 | 2:00.8 | 下原理     | 新子雅司   | 山本芳樹         |
| 第23回 | 2024年4月7日  | グラインドアウト   | 牝3  | 高知 | 1:59.9 | 赤岡修次   | 田中守     | 酒井孝敏         |
| 第24回 | 2025年4月6日  | オモチチャン       | 牝3  | 兵庫 | 2:00.5 | 永井孝典   | 田村彰啓   | 津田一馬         |